# Zugangsdaten
Zugangsdaten sind geheim gehaltene Informationen, die aus einer Benutzerkennung und einem Kennwort/PIN bestehen. Dieses Paar nennt man Zugangskennung. Mit korrekten Zugangsdaten erhält ein Benutzer eine bestimmte Zugangsberechtigung.
Dies betrifft größtenteils Sicherheitssoftware für Rechnernetze, Betriebssysteme und Programme, hierdurch soll die Informationssicherheit gewährleistet werden. Am häufigsten sind Zugangsdaten erforderlich, wenn ein Computer eingeschaltet wird (Benutzerverwaltung über das Betriebssystem) für Websites, bei denen ein Benutzer registriert ist oder auch DSL-Router und WLAN.
Ausnahme: in modernen Fingerabdruck- und Irisscan-Geräten sind die Benutzerkennung und das Kennwort ein und dasselbe (nämlich die individuelle Biometrie eines Fingers oder einer Iris).
Bei einer Anfrage für einen Zugang wird eine Abfrage mit dem Datenbestand vorgenommen. Ist der Datenbestand der Datenbank identisch mit den vorgelegten Zugangsdaten, wird ein Zugang gewährt.
Nicht nur in IT-Systemen, auch in einigen elektronisch geschützten Türen werden Zugangsdaten abgefragt (Zutrittskontrolle), hierbei ist meist keine Benutzerkennung erforderlich, sondern eine Berechtigung, die in einem RFID oder Transponder hinterlegt ist.
Des Öfteren werden Zugangsdaten gehackt, z. B. im Juli 2017: 500 Millionen Datensätze.